# Martha Coston

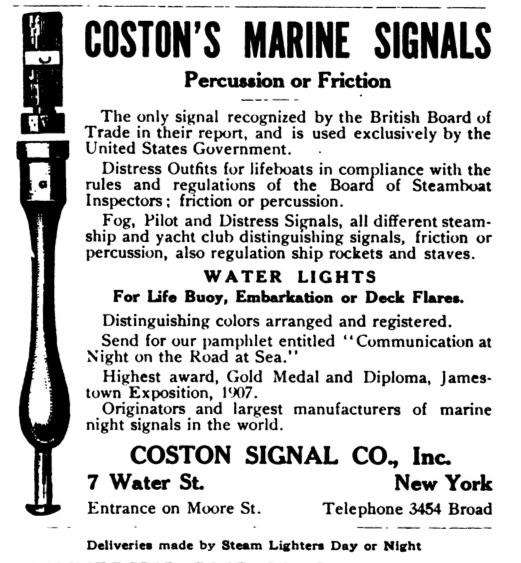
1913, anuncio de bengalas Coston.

Martha Jane Coston (Baltimore, 12 de diciembre de 1826-Filadelfia, 9 de julio de 1904) fue una inventora y empresaria estadounidense, conocida por su invención de la bengala Coston, un dispositivo de señalización en el mar patentado, primero una versión inicial y después una mejorada, y ya a su propio nombre, tanto en Estados Unidos y como en países europeos. Las bengalas fueron utilizadas inicialmente con fines militares por la Armada de Estados Unidos y posteriormente por Salvamento Marítimo a nivel mundial.

## Inicios
Coston nació en Baltimore, Maryland, y se mudó a Filadelfia en la década de 1830. A los 14 años, se fugó con Benjamin Franklin Coston, de 21 años, que ya se había ganado una reputación de inventor prometedor y ella también se mostró pronto como inventora, formando pareja en lo personal y lo profesional. Cuando era joven, se convirtió en director del laboratorio científico de la Marina de los Estados Unidos en Washington D. C. Ella se convirtió en ama de casa, al cuidado de cuatro vástagos y mayores, mientras el trabajaba en el Astillero Naval de Washington, desarrollando un cohete de señalización y una cápsula de percusión para cañones. También experimentó con señales nocturnas codificadas por colores para permitir la comunicación entre los barcos, que en ese momento se limitaba a señales visuales como banderas durante el día y linternas durante la noche. Después de una disputa por el pago de su trabajo en la cápsula de percusión, Coston renunció a su puesto en la Marina en 1847 y se convirtió en presidente de la Boston Gas Company. Su trabajo con vapores químicos, tanto en el Astillero Naval como en la Compañía de Gas de Boston, causó el deterioro de su salud y murió en 1848 como resultado de la exposición a los químicos. Su trabajo en las bengalas de señalización, aunque importante, se limitó a planes y fórmulas químicas. Ella lo llevaría a la práctica

## Éxitos internacionales y la Guerra de Secesión
Coston obtuvo patentes también en Inglaterra, Francia, Italia, Dinamarca, Suecia y los Países Bajos. Viajó en barco a Inglaterra para comenzar a comercializar su invención allí y en otras partes de Europa. Permaneció en Europa hasta 1861, cuando regresó a los Estados Unidos al estallar la Guerra de Secesión en aquel país.
Al volver, fue directamente a Washington, donde solicitó al Congreso la compra de la patente para que las bengalas pudieran ser utilizadas en el conflicto que se avecinaba. Después de algún retraso, el Congreso aprobó una ley el 5 de agosto de 1861 autorizando a la Marina de los EE. UU. a comprar la patente por 20.000 dólares, significativamente menor cuantía que los 40.000 dólares que había exigido originalmente.
Las bengalas Coston fueron utilizadas ampliamente por la Marina de los Estados Unidos durante la Guerra Civil. Resultaron particularmente efectivas en el descubrimiento y captura de corredores de bloqueo del bando confederado durante el bloqueo de los puertos del sur por parte del bando unionista. Las bengalas de Coston también jugaron un papel importante en la coordinación de las operaciones navales durante la batalla de Fort Fisher en Carolina del Norte del 13 al 15 de enero de 1865.
En 1871, Coston obtuvo una patente en su propio nombre, la patente número 115.935 de Mejora en Señales Nocturnas Pirotécnicas. Además de trabajar en las mejoras del sistema de señalización, continuó con su reclamación presionando para que el Gobierno de Estados Unidos le diera una compensación adicional. Debido a la inflación en tiempos de guerra, la Coston Manufacturing Company suministró bengalas a la Marina de los Estados Unidos a un precio menor que el de coste por lo que Coston calculó que el Gobierno le debía 120.000 dólares en concepto de compensación. Aunque presentó reclamaciones durante más de diez años, sólo se le ofreció un reembolso adicional de 15.000 dólares.

## Uso de la bengala Coston en el Servicio de Salvamento de EE. UU.
Finalmente, todas las estaciones del Servicio de Salvamento de los Estados Unidos fueron equipadas con bengalas Coston, que se utilizaron para señalizar a los barcos, advertir de las peligrosas condiciones costeras y convocar a surfistas y otros rescatadores a una escena del naufragio. Muchos relatos de naufragios y rescates describen el uso de la bengala Coston, que fue fundamental para salvar miles de vidas.
Martha Coston murió en 1904. Está enterrada en la Sección D, Lote 62, en el Cementerio Laurel Hill en Filadelfia. Su compañía le sobrevivió, pasando más tarde a llamarse Coston Signal Company y Coston Supply Company, y permaneció en activo hasta 1985.

## Reconocimientos
En 2006 Martha Coston fue admitida en el Salón de la Fama de los Inventores Nacionales.